# فينوس دي ميلو
فينوس دي ميلو (بالفرنسية Venus De Milos) واحيانا يعرف بافروديت الميلوسية (باليوناني: Ἀφροδίτη τῆς Μήλου) من أشهر التماثيل الكلاسيكية القديمة المنحوتة من الرخام سمي نسبة إلى ميلوس وهي إحدى جزر اليونان المكان الذي نُـحت فيه وضـاع فيه قبل أن يَكتشف مجدداً في ميلوس.

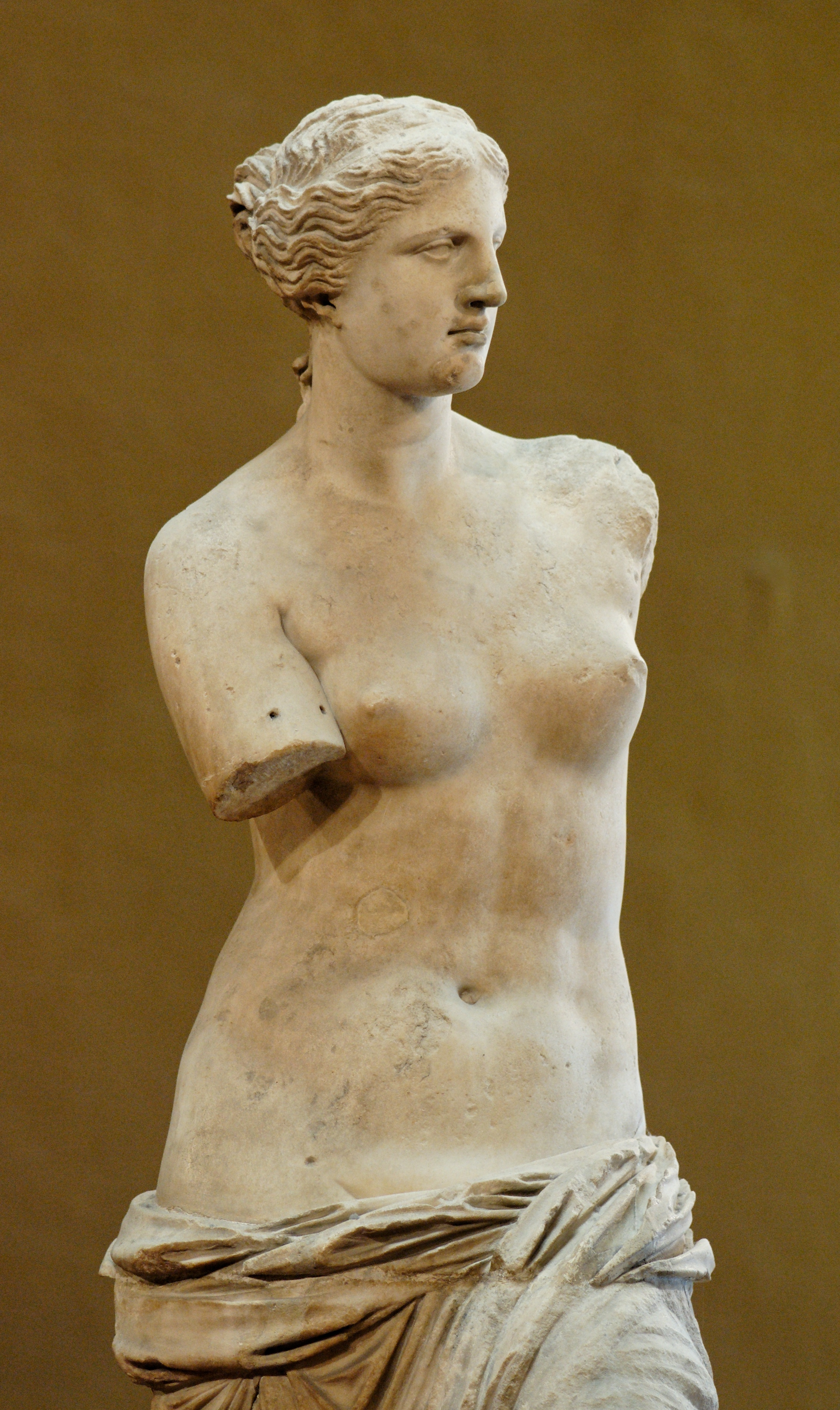
357 × 599 بكسلpx

## تاريخ
اكتشف في عام 1820 من قبل أحد المزارعين اليونانين داخل أحد الكهوف، التمثال كان مكسوراً إلى نصفين، مفقود الذراع وبدون قاعدته، اشترى التمثال ضابط بحرية فرنسى لصالح السفير الفرنسى في تركيا الذي قام بإهدائه إلى الحكومة الفرنسية تشجيعاً أو تعويضاً لها على فقدان فرنسا لتمثال آخر لفينوس قامت فرنسا برده إلى فلورنسا في عام 1815 هو تمثال سلبه نابليون من إيطاليا خلال إغارته عليها.

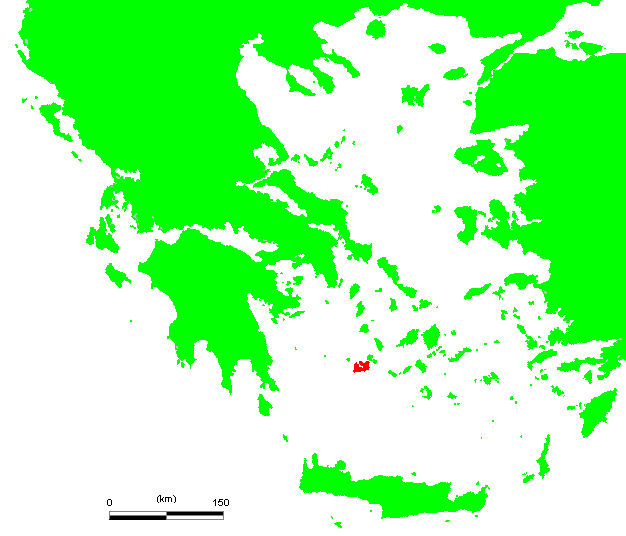
موقع جزيرة ميلوس حيث وجد التمثال

تم عرضه على الملك الفرنسى لويس التاسع عشر الذي قرر في لحظتها ضمه إلى متحف اللوفر ومن وقتها لا يزال معروضاً هناك.

## الذراعان المفقودان
إحدى الروايات تعتقد أن أحد الذراعين المفقودين كانت تمسك بالغطاء المخملى الذي يغطى نصفها الأسفل بينما تمسك اليد الثانية بمرآة تتأمل فيها فينوس جمالها لكن أغلب الروايات تذكر أن بجانب التمثال تم اكتشاف يد ممسكة بتفاحة لربما انها التفاحة التي أعطاها باريس إلى أفروديت (فينوس) كما تخبرنا الأسطورة.
تصور البعض الآخر قبل أن يفقد التمثال ذراعيه أن الذراع اليسرى ربما كانت تحمل رمحاً أو ترساً أو تستند إلى عامود أو إلى رجل وأن الذراع اليمنى كانت ممسكة بطرف الثوب.

## شهرة التمثال
لا تتمثل شعبية التمثال فقط في توظيفه في الراويات وعلى أغلفة المؤلفات الموسيقية، وانما أيضا في حقيقة انه كان مصدر الهام للعديد من الفنانين الكبار وعلى رأسهم دالي وسيزان وماغريت وسواهم.
وعندما أعارت فرنسا التمثال لليابان في العام 1964 كان عدد من تقاطروا لمعاينته أكثر من نصف مليون شخص.
لربما أن أحد اسباب شعبيته هو ذراعي التمثال المفقودين يجعلان من السهل التعرّف عليه وتمييزه عن مئات الأعمال النحتية الأخرى. غير أن هناك سببا آخر لا يقلّ أهمية، وهو الحملة الدعائية الكبيرة التي نظمها الفرنسيون للتمثال منذ بدايات عام 1821.

## حركة فيمن
في 3 أكتوبر / تشرين الأول 2012، احتجت ناشطات فرنسيات من حركة فيمن النسوية على الاغتصاب من خلال الوقوف أمام التمثال في متحف اللوفر. صاحت ناشطات فيمين هناك: «لدينا أيدي لوقف الاغتصاب». وذكرت الناشطات أنهن أخترن تمثال فينوس دي ميلو لأنه لا يملك أيدي، معتبرين أن هذا أفضل ما يرمز إلى عجز المرأة وضعفها. وجاء هذا الاحتجاج عقب حادث وقع في تونس حيث واجهت امرأة اتهامًا بعدم الاحتشام بعد أن قالت إن بعض عناصر الشرطة قامموا باغتصابها.